# العلاقات البولندية التشادية
العلاقات البولندية التشادية هي العلاقات الثنائية التي تجمع بين بولندا وتشاد.

## مقارنة بين البلدين
هذه مقارنة عامة ومرجعية للدولتين:
| وجه المقارنة                                              | بولندا                                                                             | تشاد                      |
| --------------------------------------------------------- | ---------------------------------------------------------------------------------- | ------------------------- |
| المساحة (كم2)                                             | 312.68 ألف                                                                         | 1.28 مليون                |
| عدد السكان (نسمة)                                         | 38.43 مليون                                                                        | 15.23 مليون               |
| الكثافة السكانية (ن./كم²)                                 | 122.91                                                                             | 11.9                      |
| العاصمة                                                   | وارسو                                                                              | انجمينا                   |
| اللغة الرسمية                                             | اللغة البولندية                                                                    | لغة فرنسية، اللغة العربية |
| العملة                                                    | زلوتي بولندي                                                                       | فرنك وسط أفريقي           |
| الناتج المحلي الإجمالي (بليون دولار)                      | 524.51 مليار                                                                       | 9.98 مليار                |
| الناتج المحلي الإجمالي (تعادل القوة الشرائية) بليون دولار | 1.02 تريليون                                                                       | 30.54 مليار               |
| الناتج المحلي الإجمالي الاسمي للفرد دولار أمريكي          | 12.55 ألف                                                                          | 775                       |
| الناتج المحلي الإجمالي للفرد دولار أمريكي                 | 26.14 ألف                                                                          | 2.18 ألف                  |
| مؤشر التنمية البشرية                                      | 0.843                                                                              | 0.392                     |
| رمز المكالمات الدولي                                      | +48                                                                                | +235                      |
| رمز الإنترنت                                              | .pl                                                                                | .td                       |
| المنطقة الزمنية                                           | توقيت وسط أوروبا، ت ع م+01:00، ت ع م+02:00، أوروبا/وارسو ‏، توقيت وسط أوروبا الصيفي | ت ع م+01:00               |

## منظمات دولية مشتركة
يشترك البلدان في عضوية مجموعة من المنظمات الدولية، منها:
| علم المنظمة | اسم المنظمة                        | تاريخ انضمام بولندا | تاريخ انضمام تشاد |
| ----------- | ---------------------------------- | ------------------- | ----------------- |
|             | وكالة ضمان الاستثمار متعدد الأطراف | 29 يونيو 1990       | 11 يونيو 2002     |
|             | منظمة الشرطة الجنائية الدولية      | ?                   | ?                 |
|             | منظمة حظر الأسلحة الكيميائية       | ?                   | ?                 |
|             | منظمة التجارة العالمية             | 1 يوليو 1995        | ?                 |
|             | البنك الدولي للإنشاء والتعمير      | 27 يونيو 1986       | 10 يوليو 1963     |
|             | الأمم المتحدة                      | 24 أكتوبر 1945      | 20 سبتمبر 1960    |
|             | مؤسسة التمويل الدولية              | 29 ديسمبر 1987      | 2 أبريل 1998      |
|             | يونسكو                             | 6 نوفمبر 1946       | 19 ديسمبر 1960    |
|             | مؤسسة التنمية الدولية              | 28 أكتوبر 1960      | 7 نوفمبر 1963     |
|             | الاتحاد البريدي العالمي            | 1 مايو 1919         | ?                 |
|             | الاتحاد الدولي للاتصالات           | 1921                | 25 نوفمبر 1960    |

## وصلات خارجية
- موقع وزارة الخارجية البولندية